# Чезе (Л'Аквила)
Чезе (итал. Cese) је насеље у Италији у округу Л'Аквила, региону Абруцо.
Према процени из 2011. у насељу је живело 1015 становника. Насеље се налази на надморској висини од 687 м.